# Marsalès
Marsalès é uma comuna francesa na região administrativa da Nova Aquitânia, no departamento Dordonha. Estende-se por uma área de 9,27 km². Em 2010 a comuna tinha 237 habitantes (densidade: 25,6 hab./km²).